# Falsistrellus mordax
Falsistrellus mordax és una espècie de ratpenat de la família dels vespertiliònids. És endèmic d'Indonèsia. No se sap res sobre l'hàbitat i l'ecologia d'aquest ratpenat. Es desconeix si hi ha cap amenaça significativa per a la supervivència d'aquesta espècie, però podria estar en perill a causa de la desforestació. El seu nom específic, mordax, significa 'mossegador' en llatí.